# Baixo Jaguaribe
Baixo Jaguaribe is een van de 33 microregio's van de Braziliaanse deelstaat Ceará. Zij ligt in de mesoregio Jaguaribe en grenst aan de deelstaat Rio Grande do Norte in het oosten, de microregio Litoral de Aracati in het noordoosten, de mesoregio's Norte Cearense in het noorden en Sertões Cearenses in het westen en de microregio's Médio Jaguaribe in het zuidwesten en Serra do Pereiro in het zuiden. De microregio heeft een oppervlakte van ca. 9951 km². Midden 2004 werd het inwoneraantal geschat op 305.408.
Tien gemeenten behoren tot deze microregio:
- Alto Santo
- Ibicuitinga
- Jaguaruana
- Limoeiro do Norte
- Morada Nova
- Palhano
- Quixeré
- Russas
- São João do Jaguaribe
- Tabuleiro do Norte

Mesoregio's: Centro-Sul Cearense · Jaguaribe · Metropolitana de Fortaleza · Noroeste Cearense · Norte Cearense · Sertões Cearenses · Sul Cearense

Microregio's: Baixo Curu · Baixo Jaguaribe · Barro · Baturité · Brejo Santo · Canindé · Cariri · Caririaçu · Cascavel · Chapada do Araripe · Chorozinho · Coreaú · Fortaleza · Ibiapaba · Iguatu · Ipu · Itapipoca · Lavras da Mangabeira · Litoral de Aracati · Litoral de Camocim e Acaraú · Médio Curu · Médio Jaguaribe · Meruoca · Pacajus · Santa Quitéria · Serra do Pereiro · Sertão de Crateús · Sertão de Inhamuns · Sertão de Quixeramobim · Sertão de Senador Pompeu · Sobral · Uruburetama · Várzea Alegre